# NGC 2241
NGC 2241是一个在劍魚座的疏散星团，位于大麦哲伦星系，于1835年1月31日被約翰·赫歇爾发现。